# Frīdrihs Vesmanis
Frīdrihs Vesmanis (ur. 15 kwietnia 1875 w gminie Rundāle, zm. 7 grudnia 1941 w ZSRR) – łotewski polityk i dyplomata, marszałek Sejmu I kadencji (1922–1925) oraz poseł Republiki Łotewskiej w Wielkiej Brytanii (1925–1932).
W 1909 roku ukończył studia na Wydziale Prawa Uniwersytetu Petersburskiego, po czym pracował jako adwokat w Mitawie i Petersburgu. Od wczesnej młodości zaangażowany w działalność polityczną, redagował m.in. prasę socjalistyczną.
Po uzyskaniu przez Łotwę niepodległości wszedł w skład Rady Narodowej (1919), a w kwietniu 1920 wybrano go posłem na Sejm Ustawodawczy. W wyborach z października 1922 uzyskał mandat posła na Sejm I kadencji, obejmując jednocześnie funkcję jego przewodniczącego, którą sprawował do marca 1925. W tym samym roku rozpoczął służbę w dyplomacji. W lutym tego roku wręczył listy uwierzytelniające królowi Wielkiej Brytanii, rozpoczynając pełnienie misji dyplomatycznej w tym kraju. W 1937 roku przeszedł na emeryturę. Po aneksji Łotwy przez ZSRR aresztowany przez NKWD i zesłany w głąb Rosji.
Odznaczony Orderem Trzech Gwiazd II klasy.